# Golondrina (Santa Fe)
Golondrina es una localidad y comuna del departamento Vera, provincia de Santa Fe, Argentina.

## Ubicación
Se encuentra 353 km al norte de la ciudad de Santa Fe, la capital de la provincia, sobre la ruta provincial 3 actualmente pavimentada. Está ubicada unos 104 km al norte de Vera, la capital del departamento, y 120 km al noroeste de Reconquista.

## Población y demografía
La comuna cuenta con 443 hab. Habitando la mayoría en la localidad como así también en parajes cercanos.
Forma parte de la región llamada Cuña Boscosa, en la que hasta 1966 operó la empresa La Forestal. Debe su nombre a los trabajadores ocasionales, denominados trabajadores golondrina.
| Gráfica de evolución demográfica de Golondrina entre 2001 y 2022 |
|                                                                  |
| Fuente: Censos nacionales del INDEC                              |

Cuenta con una estación de tren abandonada, que formó parte del trazado del Ferrocarril General Belgrano. Al cerrar el ramal del tren, la localidad perdió una importante fuente de comercio y de trabajo. Actualmente la mayor parte de sus habitantes se dedican a la leña y el carbón.

## Historia
- 1910, según la oralidad histórica, sus primeros habitantes fueron "braceros" temporarios. La empresa inglesa era la "Argentine Quebracho Company", construyendo una fábrica de tanino, con explotación intensiva del quebracho colorado, con destino a la fábrica. Las tierras estaban divididas en dos:
  - una pertenecía a la firma Hartenek, que para entonces ya había establecido dos fábricas en Calchaquí y Santa Felicia,
  - el otro al Banco Territorial. Luego lo compra la Argentine Quebracho Company
- 1915, trazado del pueblo.
- 1918, la compañía pasa a capitales ingleses como parte de la compensación forzosa por los daños durante la guerra de 1914-1918. Así se crea la Forestal Argentina Ltda. La industria taninera hizo surgir esta población, que comenzó a instalarse dentro del espacio preparado para ello cercado con alambres tejidos y de púas, en prevención de ataque de fieras y de indígenas. Primeros habitantes: norteamericanos, italianos y alemanes (obreros y técnicos especializados).
- 1927, se termina la traza urbana y sección quintas, con plaza y campos de deporte, cementerio, iglesia católica, oficinas públicas, etc. Todo realizado sin ningún contacto con la Oficina de Catastro Provincial, órgano ficticio de control de policía. Se generaba una apariencia de progreso; en las festividades patrias, en los edificios de la Forestal Argentina Ltda., fábrica, hospitales, club social, se enarbolaba la bandera argentina a derecha y la bandera inglesa a izquierda.

Su herencia fue una explotación irracional del bosque, y en una serie de poblados creados también con el mismo criterio, es decir, transitorios, sujetos a la fatalidad del agotamiento del quebracho, donde el interés privado de la compañía extranjera se antepuso al interés público del gobierno nacional y provincial. Una vez elegido el sitio para el pueblo, como allí no se trataba de colonizar ni de subdividir para vender lotes destinados a chacras o a la ganadería, La Forestal, sin intervención estatal, con sus propios ingenieros y técnicos, sin denunciar trazado, hizo relevamientos, trazó planos e inició la tarea de construir edificios, viviendas, fábricas, conservando el dominio sobre toda la tierra.
Hoy en día este pequeño pueblo cuenta con escuela primaria y secundaria, y actualmente los habitantes están agradecidos por la llegada del necesitado asfalto.

## Localidad
Actualmente en la localidad residen 78 familias, tiene una comisión de fomento, una subcomisaría, una sala de primeros auxilios con médico estable, una ambulancia y la central del SIES 107 (Sistema Integrado de Emergencias Sanitarias), unos pocos comercios pequeños, un salón de usos múltiples, iglesias de diferentes comunidades religiosas y una edificio escolar donde funciona la educación primaria y un anexo secundario.

## Escuela
La escuela de Golondrina nació el 11 de junio de 1910 y, hacia 1935, la institución educativa llegó a alcanzar una matrícula de más de 100 alumnos, hasta que la población emigró del lugar, producto del levantamiento de La Forestal, que generó la disminución en la matrícula de alumnos. En 1978, la escuela pasó a la provincia, llevando el N.º 6048, mientras que, en 1981, se aprobó el nombre de Juana Manso para la institución.
La escuela cuenta actualmente con 110 alumnos, incluye el nivel inicial desde los 4 años de edad, los 7 años del nivel primario y los primeros 2 años del secundario. No cuenta con los últimos 3 años del secundario. Los jóvenes deben ir a las localidades vecinas, como Intiyaco o Tartagal, para terminar de cursar el nivel secundario.
En 2008 se instaló en la sala de computación de la escuela una conexión de internet satelital, primera conexión a internet de la localidad. En esa misma oportunidad, se instaló un sistema de telefonía IP, agregando más conectividad a un pueblo que contaba con una única línea telefónica hasta el momento.